# Джейми Хайнеман
Джеймс Ърл Хайнеман (на английски: James Earl Hyneman) е американски телевизионен водещ, един от двамата главни водещи на предаването „Ловци на митове“.

## Биография
Хайнеман е роден в град Маршал, щата Мичиган, САЩ на 25 септември 1956 г.
Освен с работата си на телевизионен водещ, Джейми е и основател на „M5 Industries“ – компания, занимаваща се главно с направата на роботи и машини.

## Външен вид
Джейми Хайнеман е известен със своите мустаци, които заемат голяма част от лицето му. Въпреки че е сравняван с морж, Хайнеман не е участвал в епизод на „Ловци на митове“ с обръснати мустаците.